# Rainald Goetz

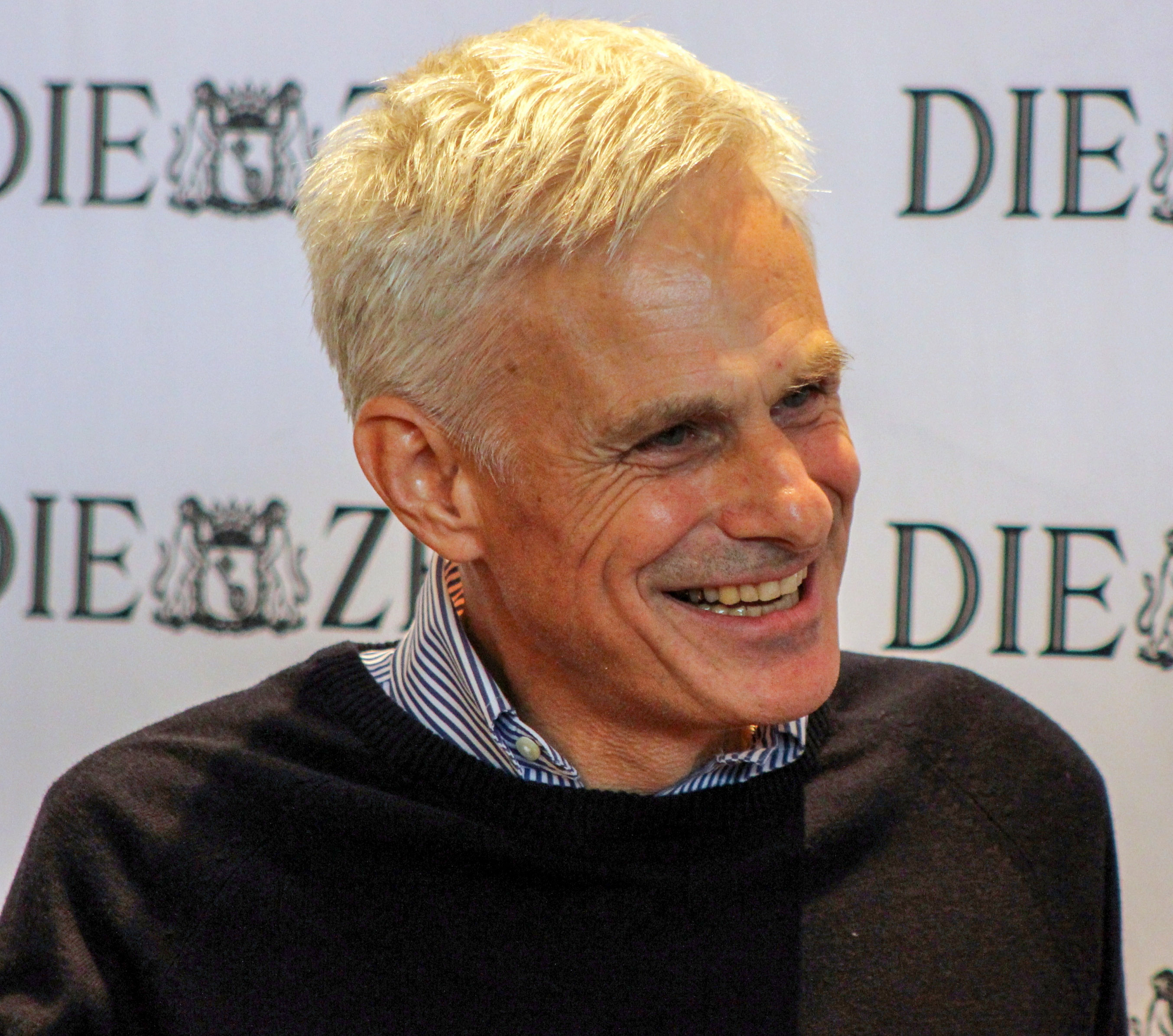
Rainald Goetz, 2012

Rainald Maria Goetz (nacido el 24 de mayo de 1954 en Munich) es un autor, dramaturgo y ensayista alemán.

## Biografía
Después de estudiar Historia y Medicina en Munich y obtener un título en cada uno (PhD y M. D.) , pronto se concentró en su escritura.
Sus primeras obras publicadas, especialmente su novela Irre (traducida como Loco al español por la editorial Sexto Piso), publicada en 1983, lo convirtieron en un autor de culto para algunos de los intelectuales de izquierda. Para deleite de sus seguidores y consternación de algunos críticos, mezcló la escritura neoexpresionista con el realismo social en la línea de Alfred Döblin y el ritmo acelerado de escritores pop británicos como Julie Burchill . 
Durante un evento literario televisado en 1983, Goetz se cortó la frente con una cuchilla de afeitar y dejó que la sangre le corriera por la cara hasta que terminó de leer.
Goetz tiene la reputación de ser un observador entusiasta de los medios y la cultura pop. Ha abrazado las vanguardias[cita requerida] filósofos como Foucault y Luhmann, así como los DJ del movimiento techno, especialmente Sven Väth .
Mantuvo un blog en 1998-1999 llamado Abfall für alle ("Basura para todos"), que luego se publicó como libro.
Goetz ha ganado premios literarios numerosos.

## Premios y honores
- 1983 Kranichsteiner Literaturpreis
- 1988 Mülheimer Dramatikerpreis
- 1991 Heinrich-Böll-Preis
- 1993 Mülheimer Dramatikerpreis
- 1999 Else-Lasker-Schüler-Dramatikerpreis
- 2000 Premio de Literatura Wilhelm Raabe
- 2000 Mülheimer Dramatikerpreis
- 2012 Berliner Literaturpreis
- 2013 Schiller-Gedächtnispreis
- 2013 Marieluise-Fleißer-Preis
- Premio Georg Büchner[2]
- 2018 Orden al Mérito de la República Federal de Alemania

## Selección de trabajos
- Irre (1983), la novela que lo hizo famoso. Traducida al español como Loco y al inglés como Insane.
- Krieg ("Guerra") (1986). Tres obras.
- Kontrolliert ("Controlado") (1988).
- Festung (1993). Obras de teatro.
- 1989 (1993), un collage a partir del contenido de medios de comunicación de los años de la reunificación alemana, 1989-1990.
- Rave (1998).
- Jeff Koons (1998).
- Abfall für alle ("Basura para todos") (1999).
- Klage ("Queja") (2008).
- Johann Holtrop (2012).